# Coll de les Voltes
El Coll de les Voltes és una collada dels contraforts nord-orientals del Massís del Canigó, a 1.831,2 metres d'altitud, en el límit dels termes comunals de Fillols i de Taurinyà, tots dos a la comarca del Conflent, de la Catalunya del Nord.
Està situat a la zona sud-est del terme de Fillols, a llevant de la Jaça del Roc, i al sud de la zona central-occidental del de Taurinyà, a la regió de Balaig.